# Aston Botterell
Aston Botterell – wieś w Anglii, w hrabstwie Shropshire. Leży 32 km na południowy wschód od miasta Shrewsbury i 197 km na północny zachód od Londynu.